# Division de Kumaon
La Division de Kumaon (simplement Kumaon, hindi : कुमाऊँ, API : /kumɑːũː/) est l'une des 2 divisions administratives de l'État indien de l'Uttarakhand (l'autre étant le Garhwal). Elle correspond à la région historique du même nom, issue de l'ancien royaume de Kumaon.
Il est constitué de 6 districts :
1. Pithoragarh
2. Bageshwar
3. Almora
4. Champawat
5. Nainital
6. Udham Singh Nagar

Voici un tableau montrant la population et la superficie de chaque district :
| District          | Anglais                | Superficie (km²) | Population (en 2001) | Capitale    |
| Pithoragarh       | Pithoragarh            | 7,110            | 485,993              | Pithoragarh |
| Bageshwar         | Bageshwar              | 1,781            | 224,542              | Bageshwar   |
| Almora            | Almora                 | 3,082            | 630,567              | Almora      |
| Champawat         | Champawat              | 2,302            | 249,462              | Champawat   |
| Nainital          | Nainital               | 3,860            | 955,128              | Nainital    |
| Udham Singh Nagar | Udham Singh Nagar (en) | 2,908            | 1,235,614            | Rudrapur    |